# 2004年夏季残疾人奥林匹克运动会波斯尼亚和黑塞哥维那代表团
2004年夏季残疾人奥林匹克运动会波斯尼亚和黑塞哥维那代表团是波斯尼亚和黑塞哥维那派出的2004年夏季残疾人奥林匹克运动会代表团。获得1枚金牌。